# Yadegar-e-Emam-Stadion (Täbris)
Das Yadegar-e-Emam-Stadion (persisch ورزشگاه یادگار امام), auch bekannt als Sahand Stadium (persisch ورزشگاه سهند) ist ein Fußballstadion mit Leichtathletikanlage in der iranischen Stadt Täbris, Provinz Ost-Aserbaidschan im Nordwesten des Landes. Es ist seit der Eröffnung die Heimspielstätte des Fußballclubs Tractor Sazi Täbris. Das Stadion ist Teil des Tabriz Olympic Village.

## Geschichte
Die Anlage wurde 1996 fertgstellt, am 5. Mai des Jahres eröffnet und bietet 66.833 Plätze auf den Rängen der weitläufigen und unüberdachten Betonschüssel. Von 2006 bis 2010 wurde das Stadion renoviert und erhielt 5000 neue Kunststoffsitze und eine Jumbotron-Videoanzeigetafel.

## Galerie

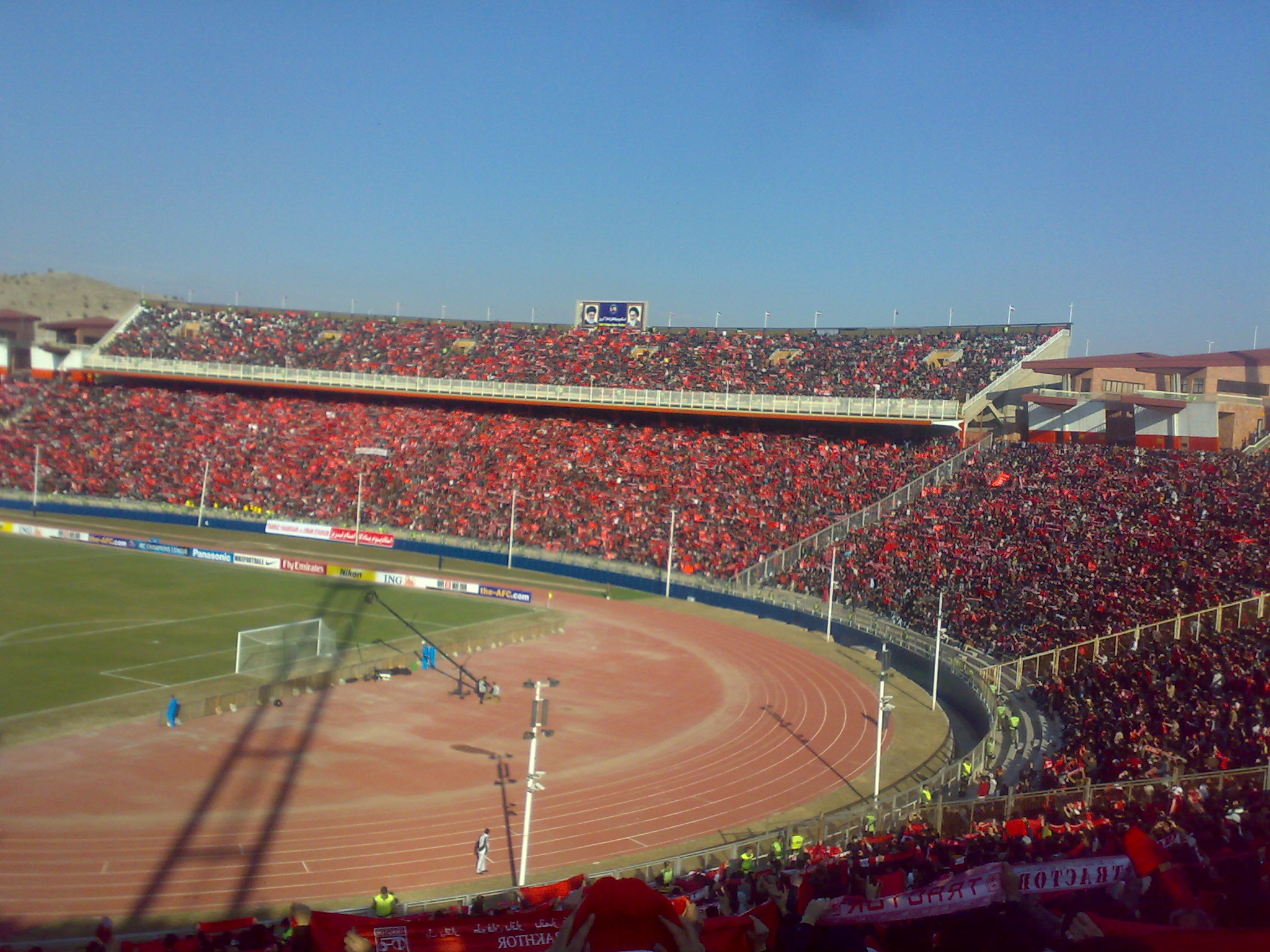
Blick auf die Gegentribüne im Dezember 2013
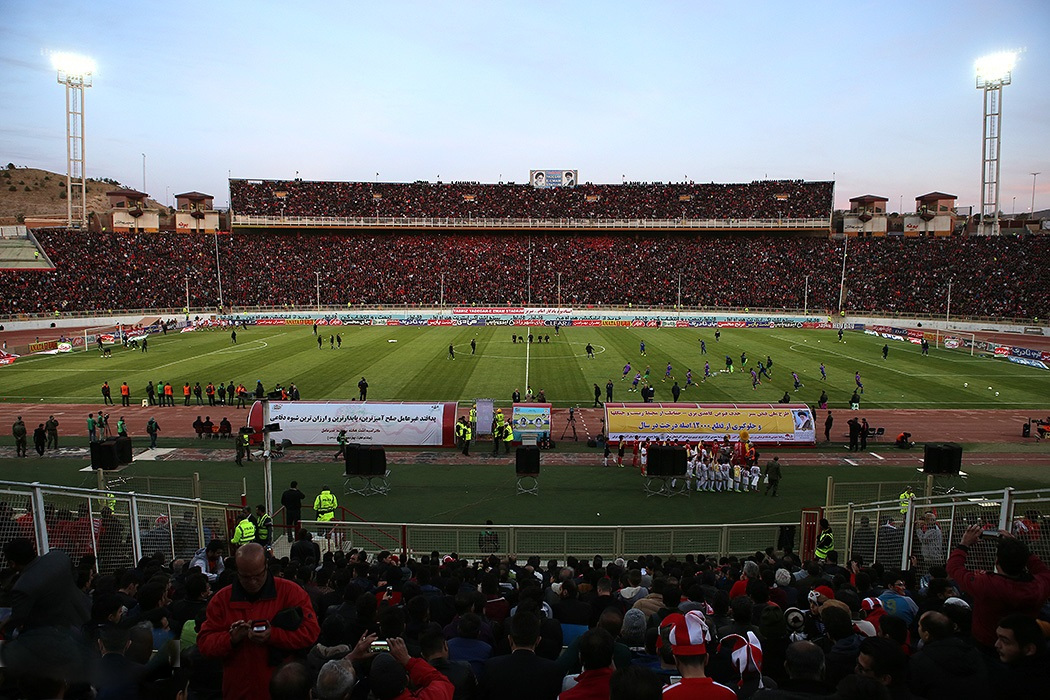
Tractor Sazi Täbris gegen Esteghlal Teheran am 1. November 2019
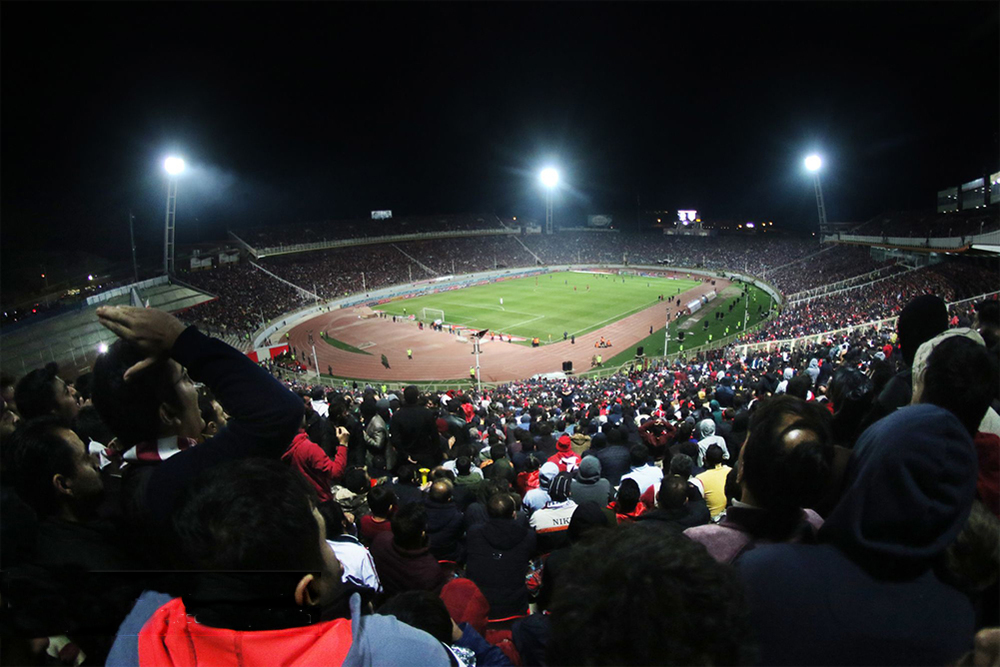
Das Stadion unter Flutlicht (November 2019)